# Streedagh Point Dunes SAC
Streedagh Point Dunes SAC este o arie protejată (arie specială de conservare — SAC, sit de importanță comunitară — SCI) din Irlanda întinsă pe o suprafață de 632,83 ha, integral pe uscat.

## Localizare
Centrul sitului Streedagh Point Dunes SAC este situat la coordonatele 54°24′35″N 8°32′04″W / 54.409861°N 8.534328°V.

## Înființare
Situl Streedagh Point Dunes SAC a fost declarat sit de importanță comunitară în iulie 1999 pentru a proteja 8 specii de animale. Situl a fost protejat și ca arie specială de conservare în februarie 2018.

## Biodiversitate
Situată în ecoregiunea atlantică, aria protejată conține 6 habitate naturale: Terase mlăștinoase și terase nisipoase neacoperite de apă la reflux, Vegetație perenă pe țărmurile stâncoase, Pășuni atlantice udate de apa mării (Glauco-Puccinellietalia maritimae), Pășuni mediteraneene udate de apa mării (Juncetalia maritimi), Dune mobile de-a lungul țărmului cu Ammophila arenaria („dune albe”), Dune de coastă fixe cu vegetație erbacee („dune gri”).
La baza desemnării sitului se află mai multe specii protejate:
- păsări (7): Branta bernicla, fugaci de țărm (Calidris alpina), prundaș gulerat mare (Charadrius hiaticula), scoicar (Haematopus ostralegus), culic mare (Numenius arquata), ploier argintiu (Pluvialis squatarola), fluierarul cu picioare roșii (Tringa totanus)
- nevertebrate (1): Vertigo angustior

Pe lângă speciile protejate, pe teritoriul sitului au mai fost identificate 1 specie de plante, 1 specie de nevertebrate.